# Edificios Titanic
Los edificios Titanic son un conjunto de tres edificios de gran altura construidos en el periodo de 1919 a 1921 por la Compañía Madrileña Urbanizadora, siendo diseñados y edificados como bloques de casas de viviendas mediante la colaboración entre los arquitectos Julián Otamendi y Casto Fernández-Shaw. Se encuentran ubicados en la Avenida Reina Victoria (n.º 2, 4, 6). La denominación popular "Titanic" provenía del aspecto exterior que poseían sus chimeneas, siendo además el barco más grande de su tiempo. Estos tres edificios fueron pioneros en los años veinte y demostraron que se podían construir viviendas de gran volumen en Madrid, así como en otras ciudades de España.

## Historia
La compañía en propiedad de los hermanos Otamendi en una operación inmobiliaria de gran envergadura se hizo con la propiedad de los solares que iban desde Moncloa a la Glorieta de Cuatro Caminos. A esta avenida, ubicada en el extremo del plan Castro, se denominó posteriormente de la Reina Victoria. Justo en la zona existente entre la avenida y la Glorieta se eligió como inicio constructivo de estos edificios de viviendas. El metro de Madrid planificaba años antes, en 1917, la línea uno de Cuatro Caminos-Sol. El tramo fue inaugurado el 17 de octubre de 1919 por Alfonso XIII. Justo en ese año se comenzaba la edificación de los tres bloques de viviendas en la Avenida Reina Victoria que se denominarán: "Titanic". En el año 1923, ya edificado el conjunto de los tres edificios, se planificó el Estadio Metropolitano, con el diseño del arquitecto José María Castell.

## Características
El conjunto de tres casas se construyó con una altura inusual en la época. Compuesto por cotas de 35 metros de altura a ras de la calle, superaban con creces los apenas 20 permitidos en aquella época. En esta altura se alojaban los quince pisos proyectados. La Compañía Urbanizadora de Madrid pactó previamente con el Ayuntamiento la posibilidad de construir este 'parque urbanizado' a las afueras de Madrid con la altura de treinta y cinco metros por estar fuera del Plan Castro del Ensanche de Madrid. Al terminarse de construir en el año 1921, eran los edificios más altos de Madrid,[cita requerida] hasta que en el año 1929 el Edificio Telefónica ubicado en la Gran Vía bate el récord con sus casi noventa metros de altura. Anterior al de Telefónica fue en 1922 el Edificio del Banco Pastor en La Coruña cuyo diseño por los arquitectos Antonio Tenreiro y Peregrín Estellés, tuvo muchas críticas por la excesiva altura. El estilo de los tres edificios posee influencias de su compañero y amigo Antonio Palacios (que años antes construyó en la zona el Hospital de Maudes).